# شاطئ نصف القمر
الهافمون أو شاطئ نصف القمر (بالإنجليزية: Half Moon Bay)‏ هو شاطئ يقع في مركز الظهران التابع لمحافظة الخبر في المنطقة الشرقية من المملكة العربية السعودية.

## خلفية تاريخية
كان شاطئ نصف القمر قديمًا مكانًا للاستجمام لكثير من الناس، بما في ذلك عمال النفط وعائلاتهم على مدى السنوات الـ 80 الماضية. ويعد مكانًا معروفًا بالصيد وخاصة أسماك الهامور الكبيرة ومكان جيد للإبحار. يقع الشاطئ بمتوسط عمق حوالي 22 قدم (مع بعض البقع المنخفضة إلى 50 قدمًا).
يُعد الشاطئ من أبرز المعالم السياحية في المنطقة الشرقية بالسعودية التي تعد سواحلها الأكثر طولاً في منطقة الخليج حيث يقدر طولها بحوالي 700 كلم. ويعرف شاطئ نصف القمر بالهاف مون، حيث حمل هذا المسمى من الأجانب الأوائل الذين عملوا في مجال التنقيب عن النفط بشركة أرامكو السعودية، أما كلمة نصف القمر أو الهاف مون فيعود لشكل المنحنى الذي يتخذه شكل الشاطئ والذي يشبه نصف القمر.

## وصف الشاطئ

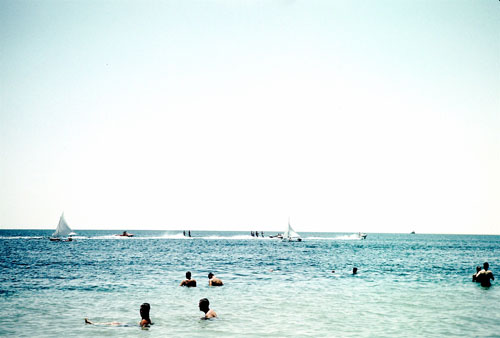
الشاطئ كما يبدو في خمسينيات القرن العشرين.

يضم الشاطئ طبيعة ساحرة حيث تأخذ الأرض في مواجهة البحر شكل القوس لتعطي وقت الغروب منظراً ساحراً. تقابل الشواطئ كثباناً رملية يمارس فيها هواة التزلج على الرمال أو مغامرو التزلق بسيارات الدفع الرباعي رياضتهم فيها، كذلك تضم عدداً من مدن الألعاب بينها مدينة الأمير محمد بن فهد الترفيهية ومدينة العاب العزيزية. وتضم العشرات من الرياضات البحرية وركوب الخيل والدراجات النارية. وبالإضافة إلى شواطئه الرملية وخليجه الخالي من الحفر العميقة، مما أعطاه ميزة على كل شواطئ المنطقة التي يمتنع فيها السباحة. كما يضم شاطئ نصف القمر عدداً من المنتجعات السياحية، كما يضم مدينة الملك فهد الساحلية التي تحتوي على عدة صالات مغلقة للالعاب، ويشهد شاطئ نصف القمر، إجراء بعض السباقات الرياضية خاصة في مجال التطعيس.

## شواطئ خاصة
- شاطئ أرامكو السعودية: هو شاطئ مخصص لموظفين أرامكو السعودية، ولا يُسمح لغيرهم باستخدام الشاطئ، يتميز الشاطئ بأشجار النخيل وجداول للتنزه، وأضواء ومصادر كهربائية، وأماكن مخصصة للشواء، ونادي لليخوت وأماكن لاستحمام بالماء المبرد.
- شاطئ جامعة الملك فيصل.
- شاطئ جامعة الملك فهد للبترول والمعادن.
- شاطئ مدينة الملك فهد العسكرية.